# Vláda Hanny Suchocké
Vláda Hanny Suchocké byla od 11. července 1992 do 25. října 1993 polská vláda pod vedením Hanny Suchocké utvořená po vyslovení nedůvěry konzervativní vládě Jana Olszewského a neúspěšném pokusu o sestavení vlády Waldemara Pawlaka. Vzhledem k roztříštěnosti tehdejšího Sejmu se jednalo o koalici složenou z celkem 8 politických stran, při čemž vláda musela hledat podporu i u dalších. Jedná se o poslední polskou vládu, na jejímž jmenování se podílel Sejm podle Ústavy Polské lidové republiky. Následujícím vládám již Sejm pouze vyslovoval důvěru.
Již 28. května 1993 Sejm vyslovil kabinetu nedůvěru. Vzhledem k tomu, že při tom zároveň nenavrhl nového premiéra, prezident Lech Wałęsa využil své pravomoci plynoucí z tzv. malé ústavy, demisi vlády nepřijal a rozpustil Sejm. Kabinet Suchocké tak vládl až do složení nové Pawlakovy vlády po podzimních parlamentních volbách v podstatě bez kontroly parlamentu. Nový Sejm pak pro přezkoumání činnosti vlády zřídil speciální komisi. Kabinet v tomto období přijal mj. konkordát s Vatikánem. Kvůli ztrátě parlamentní kontroly vlády po rozpuštění Sejmu bylo pak v nové ústavě zakotveno pouze zkrácení volebního období obou komor, nikoli jejich rozpuštění.

## Složení vlády
| Portfej                                                        | Ministr / člen vlády          | Strana    | Nástup do úřadu   | Odchod z úřadu  |
| -------------------------------------------------------------- | ----------------------------- | --------- | ----------------- | --------------- |
| Předseda vlády                                                 | Hanna Suchocká                | UD        | 10. července 1992 | 25. října 1993  |
| Místopředseda vlády předseda Ekonomické komise vlády           | Henryk Goryszewski            | ZChN      | 11. července 1992 | 25. října 1993  |
| Místopředseda vlády předseda Sociální komise vlády             | Paweł Łączkowski              | PChD      | 11. července 1992 | 25. října 1993  |
| Ministr financí                                                | Jerzy Osiatyński              | UD        | 11. července 1992 | 25. října 1993  |
| Ministr školství                                               | Zdobysław Flisowski           | ZChN      | 11. července 1992 | 25. října 1993  |
| Ministr privatizace                                            | Janusz Lewandowski            | KLD       | 11. července 1992 | 25. října 1993  |
| Ministr zahraničí                                              | Krzysztof Skubiszewski        | nestraník | 11. července 1992 | 25. října 1993  |
| Ministr kultury a umění                                        | Piotr Łukasiewicz (úřadující) | nestraník | 11. července 1992 | 11. února 1993  |
| Ministr kultury a umění                                        | Jerzy Góral                   | ZChN      | 11. února 1993    | 25. října 1993  |
| Ministr národní obrany                                         | Janusz Onyszkiewicz           | UD        | 11. července 1992 | 25. října 1993  |
| Ministr zemědělství a výživy                                   | Gabriel Janowski              | PL        | 11. července 1992 | 8. dubna 1993   |
| Ministr zemědělství a výživy                                   | Janusz Byliński (úřadující)   | PL        | duben 1993        | červenec 1993   |
| Ministr zemědělství a výživy                                   | Jacek Janiszewski (úřadující) | nestraník | červenec 1993     | 25. října 1993  |
| Ministr životního prostředí, přírodních zdrojů a lesnictví     | Zygmunt Hortmanowicz          | PL        | 11. července 1992 | 4. května 1993  |
| Ministr životního prostředí, přírodních zdrojů a lesnictví     | Bernard Błaszczyk (úřadující) | nestraník | 4. května 1993    | 25. října 1993  |
| Ministr práce a sociálních věcí                                | Jacek Kuroń                   | UD        | 11. července 1992 | 25. října 1993  |
| Ministr vnitra                                                 | Andrzej Milczanowski          | nestraník | 11. července 1992 | 25. října 1993  |
| Ministr spravedlnosti                                          | Zbigniew Dyka                 | ZChN      | 11. července 1992 | 17. března 1993 |
| Ministr spravedlnosti                                          | Jan Piątkowski                | ZChN      | 17. března 1993   | 25. října 1993  |
| Ministr, předseda Komise vědeckého bádání                      | Witold Karczewski             | nestraník | 11. července 1992 | 25. října 1993  |
| Ministr dopravy                                                | Zbigniew Jaworski             | ZChN      | 11. července 1992 | 25. října 1993  |
| Ministr zahraniční hospodářské spolupráce                      | Andrzej Arendarski            | KLD       | 11. července 1992 | 25. října 1993  |
| Ministr zdravotnictví a sociální péče                          | Andrzej Wojtyła               | SLCh      | 11. července 1992 | 25. října 1993  |
| Ministr územního plánování a stavebnictví                      | Andrzej Bratkowski            | UP        | 11. července 1992 | 25. října 1993  |
| Ministr průmyslu a obchodu                                     | Wacław Niewiarowski           | SLCh      | 11. července 1992 | 25. října 1993  |
| Ministr komunikací                                             | Krzysztof Kilian              | KLD       | 11. července 1992 | 25. října 1993  |
| Ministr pro kontakty s EHS                                     | Jan Krzysztof Bielecki        | KLD       | 11. července 1992 | 25. října 1993  |
| Ministr bez portfeje, předseda Centrálního úřadu plánování     | Jerzy Kropiwnicki             | ZChN      | 11. července 1992 | 25. října 1993  |
| Ministr bez portfeje, šéf Úřadu vlády                          | Jan Rokita                    | UD        | 11. července 1992 | 25. října 1993  |
| Ministr bez portfeje pro živnosti                              | Zbigniew Eysmont              | PPPP      | 11. července 1992 | 25. října 1993  |
| Ministr bez portfeje pro spolupráci s politickými organizacemi | Jerzy Kamiński                | PL        | 11. července 1992 | 25. října 1993  |